# Гюржи-ле-Шато
Гюржи́-ле-Шато́ (фр. Gurgy-le-Château) — коммуна во Франции, находится в регионе Бургундия. Департамент коммуны — Кот-д’Ор. Входит в состав кантона Ресе-сюр-Урс. Округ коммуны — Монбар.
Код INSEE коммуны — 21313.

## Население
Население коммуны на 2010 год составляло 50 человек.
| 1962 | 1968 | 1975 | 1982 | 1990 | 1999 | 2010 |
| ---- | ---- | ---- | ---- | ---- | ---- | ---- |
| 116  | 110  | 87   | 84   | 68   | 61   | 50   |

## Экономика
В 2010 году среди 20 человек трудоспособного возраста (15—64 лет) 12 были экономически активными, 8 — неактивными (показатель активности — 60,0 %, в 1999 году было 67,6 %). Из 12 активных жителей работали 12 человек (8 мужчин и 4 женщины), безработных не было. Среди 8 неактивных 0 человек были учениками или студентами, 4 — пенсионерами, 4 были неактивными по другим причинам.